# Leggina
Leggina è un termine del gergo dottrinario del diritto e identifica una proposta di legge su una materia di interesse minimo e locale. La leggina viene spesso proposta da singoli parlamentari che per ragioni politiche tendono a promuovere interessi di poca diffusione del luogo dove sono stati eletti per rispettare le promesse fatte durante la loro campagna elettorale. La non correttezza istituzionale della leggina è data dal fatto che in detto provvedimento mancano i principi di generalità ed astrattezza  che sono riconosciuti quali caratteri che devono contraddistinguere un atto normativo di portata generale quale la legge. La leggina, infatti, tende ad invadere il campo riservato ai provvedimenti amministrativi, che sono invece caratterizzati da specificità e concretezza: per questo motivo sono anche note come "leggi-provvedimento".